# Niżnia Wysoka Gerlachowska
Niżnia Wysoka Gerlachowska, także Niżnia Wysoka Gierlachowska (słow. Malá Litvorová veža, niem. Kleiner Litvorovyturm, węg. Kis Litvorovytorony) – dość wybitna, drugorzędna turnia o wysokości 2536 m n.p.m., znajdująca się w północnej grani Zadniego Gerlacha, w słowackich Tatrach Wysokich. Leży w ich głównej grani między Wyżnią Wysoką Gerlachowską (dokładniej Gerlachowską Turniczką) a Litworowym Szczytem (między nimi znajduje się jeszcze Wielicka Turniczka). Od Gerlachowskiej Turniczki oddziela ją Wyżnia Łuczywniańska Szczerbina, natomiast od Litworowego Szczytu – Niżnia Łuczywniańska Szczerbina, Wielicka Turniczka i Litworowa Przełęcz.
Na Niżnią Wysoką Gerlachowską nie prowadzą żadne znakowane szlaki turystyczne, dla taterników najciekawsza jest jej północno-zachodnia ściana.

## Nazewnictwo
Nazwa Niżniej Wysokiej Gerlachowskiej i sąsiadującej z nią Wyżniej Wysokiej Gerlachowskiej pochodzi od dawnej nazwy pobliskiego Staroleśnego Szczytu (Wysoka). Pierwotnie nazwa Wysokie Gerlachowskie dotyczyła Wielickiego i Litworowego Szczytu, jednak z czasem została przeniesiona na te wierzchołki. Nazewnictwo słowackie, niemieckie i węgierskie tyczy się położonej poniżej Doliny Litworowej.

## Historia
Pierwsze wejścia turystyczne:
- Karol Englisch, Antonina Englischowa i Johann Hunsdorfer (senior), 24 lipca 1903 r. – letnie
- Maximilian Bröske i Johann Hunsdorfer (senior), kwiecień 1904 r. – zimowe.